# アクタイオンとカリストのいるディアナとニンフの水浴
『アクタイオンとカリストのいるディアナとニンフの水浴』（アクタイオンとカリストのいるディアナとニンフのすいよく、蘭: Diana baadt met haar Nimfen met Actaeon en Callisto, 英: Diana Bathing with her Nymphs with Actaeon and Callisto）は、オランダ黄金時代の巨匠レンブラント・ファン・レインが1635年ごろに制作した絵画である。油彩。主題はギリシア神話の女神アルテミス（ローマ神話のディアナ）の有名なエピソードであるアクタイオンとカリストから取られている。現在はドイツのノルトライン＝ヴェストファーレン州ボルケン郡アンホルトにあるアンホルト城に所蔵されている。

## 主題

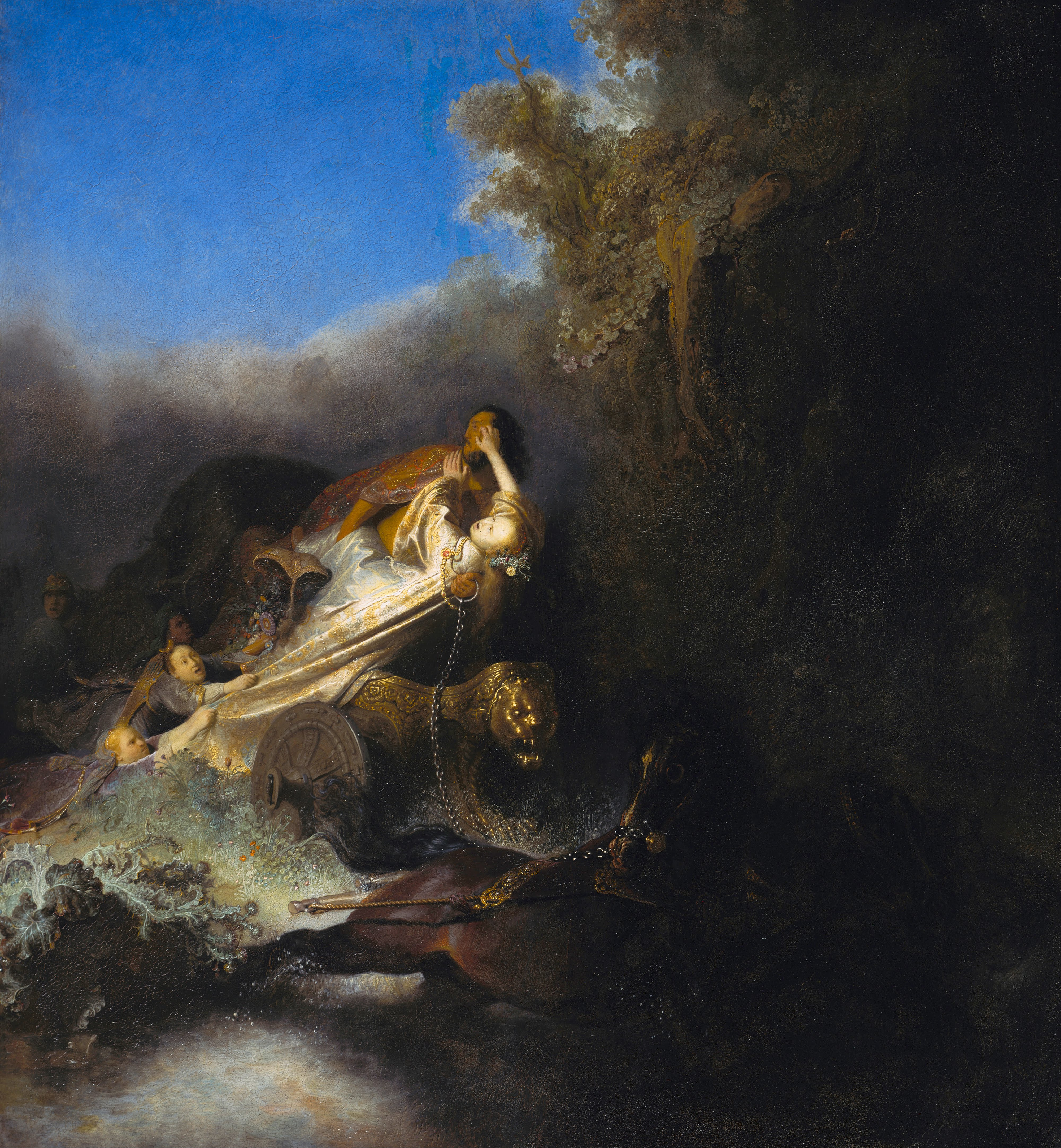
レンブラントの初期の神話画『プロセルピナの略奪』。1631年ごろ。ベルリン絵画館所蔵。

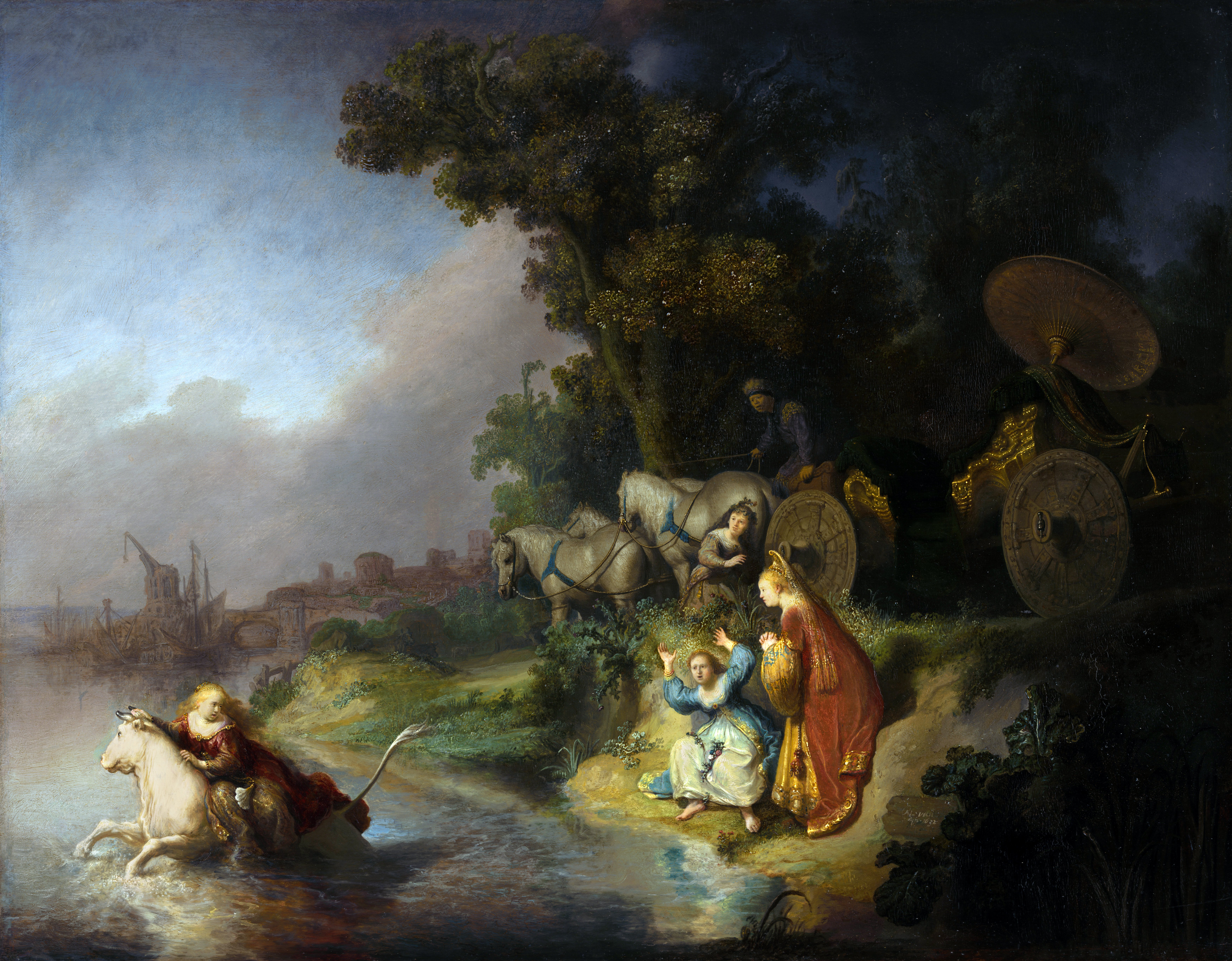
同じくレンブラントの初期の神話画『エウロペの誘拐』。J・ポール・ゲティ美術館所蔵。

アクタイオンとカリストはいずれもオウィディウスの『変身物語』に登場する、アルテミスと関係のある神話の人物である。アクタイオンはテーバイ王家出身の狩人と伝えられている。あるとき彼はキタイロン山で狩りをしていたが、偶然にも谷の一番奥にある泉でアルテミスが従者たちとともに水浴びをしている場面に出くわしてしまった。アルテミスはこの闖入者に激しく怒って鹿の姿に変えた。そして狩りに連れてきた自分の猟犬たちに食い殺された。
一方のカリストはアルテミスに仕える乙女であったが、その美貌がゼウス（ローマ神話のユピテル）の目に留まった。ゼウスはアルテミスの姿を借りてカリストに近づいて関係を持った。これによりカリストはゼウスの子どもを身ごもった。しかし水浴びの際に妊娠の発覚を恐れて水に入れずにいると、衣服を剥ぎ取られ、アルテミスの怒りを買って追い払われた。そののちヘラ（ローマ神話のユノ）によって熊に変えられた。

## 作品
レンブラントはギリシア神話に登場するアクタイオンとカリストの物語を1つの場面として描いている。アルテミスとその従者であるニンフたちは森の端にある水辺で水浴している。時刻は夕暮れ時であり、画面上部は鬱蒼と生い茂る薄暗い森に支配され、画面左端のわずかな空間に遠くの丘陵地帯の風景を見ることができる。対照的に、画面下部前景に配置された人物像のグループは、構図全体においてそれぞれのグループとたがいに密接に結びつけられ、明るい光で照らし出されている。
狩りの最中に女神たちの水浴の場面に出くわしたテーバイの狩人アクタイオンは画面左側に見える。頭上を三日月のティアラで飾った女神は画面中央前景の岸に近い水の中に立ち、画面の左側を向き、アクタイオンの姿を視界に捉えている。アクタイオンは金の装飾が施された狩猟服をまとっており、帯剣し、右手に槍を持ち、驚いた様子で両腕を広げている。しかしアルテミスが水面に身をかがめ、両手で闖入者に水をかけると、男の身体に変化が現れ、頭上に鹿の角が生え出ている。男は背後に複数の猟犬を従えているが、女神の猟犬に襲われている。女神の背後では数人のニンフがアルテミスの背中や土手の影に身を隠そうとしている。あるいは水中に飛び込んでいる者たちもいる。画面右では数人のニンフたちが慌てて岸に上がろうとしている。彼女たちが目指しているのは岸で脱いだ衣服である。しかし最前景にはさらに何人かの水浴者がおり、彼女たちの多くは何が起きたのか気づいていない。彼女たちのうちの1人は画面中央の最前景に直立しており、腰に色とりどりの布を巻き、頭には羽毛で飾られたターバンを巻いている。岸辺には青、黄、赤のドレーパリーが敷かれ、ニンフたちの狩猟用の弓や槍、剣といった武器や、狩りで得た獲物たちが並べて置かれている。一方、画面左の岸の上では7人のニンフが水浴びを拒んだカリストの衣服を脱がそうとつかみかかっている。彼女たちの多くは衣服を脱いでおり、カリストを押し倒して衣服をまくり上げ、妊娠して大きくなった腹を露わにしている。彼女たちの背後にいる2人のニンフはカリストを暴くことに参加しておらず、そのうち1人は離れた場所にいるアクタイオンのほうを見つめている。

### 制作年代
レンブラントの署名と日付は画面右の岸の土手に「Rembrandt.ft.1634」と描き込まれている。日付は1774年以前のある時点で「1635」と修正されていたが、1977年から1978年に実施された修復で後代の塗り直しが除去された。さらに4の下には別の数字を読み取ることができ、5か、2あるいは3と判読できる。後者である場合、レンブラントの他の初期の神話画、ベルリン絵画館所蔵の1631年ごろの『プロセルピナの略奪』（De ontvoering van Proserpina）や、J・ポール・ゲティ美術館所蔵の1632年の『エウロペの誘拐』（De roof van Europa）とより関連性の高い制作年の可能性がある。

### 図像的源泉
アクタイオンとカリストの物語を結合させた例はレンブラント以前にはない異例の表現であり、構図に関して直接的な影響を見出すことは困難である。美術史家エルヴィン・パノフスキーは1566年にコルネリス・コルトが制作したティツィアーノ・ヴェチェッリオの『ディアナとカリスト』の複製『カリストの妊娠を発見したディアナ』（Diana Discovering Callisto's Pregnancy）に影響を受けていると指摘した。ただしコルトは同じくティツィアーノの対作品『ディアナとアクタイオン』については複製を制作していない。
アントニオ・テンペスタの版画『鹿に変身するアクタイオンのいる風景』（Landschap met Actaeon die verandert in een hert）と『カリストの妊娠を発見したディアナ』（Diana ontdekt de zwangerschap van Callisto）はレンブラントの出発点と見なされることが多い。アクタイオンの歩く方向や、角が生えた姿、水をかけるディアナといった要素に影響を見ることは可能である。しかしテンペスタの構図では各人物像は孤立する傾向にあり、レンブラントの全体的にまとまりのある構図をテンペスタのみの影響とするのは困難である。それよりもヘンドリック・デ・クラークの『ディアナとアクタイオンのいる風景』（Landscape with Diana and Acteon）のような、より発展した人物像のグループを描いたフランドルのマニエリスムの画家に影響を受けた可能性が高いと考えられている。これらのアクタイオンとカリストを対作品として描いたか、あるいは対作品のように見える作品が、レンブラントの両主題を組み合わせる発想につながったと考えられる。
コルネリス・ホフステーデ・デ・フロートは画面左下隅の女性像について、ボルゲーゼ美術館に所蔵されているドメニキーノの『狩りをするディアナ』（La caccia di Diana, 1617年）の女性像との関連性を指摘している。

## 来歴
絵画の制作経緯や初期の来歴は不明である。絵画が最初に現れるのはパリであり、画家、美術収集家でもあった画商ジャン＝バティスタ＝ピエール・ルブランの1774年9月22日の競売記録においてである。この競売の直後に絵画を購入したのが、ヴォージュ地方スノンヌのザルム＝ザルム侯爵ルートヴィッヒ・カール・オットーであった。侯爵は約160点もの絵画コレクションを形成しており、1778年に作成された財産目録にも絵画が記載されている。その後、フランス革命の前に、コンスタンティン王子（Prince Constantin zu Salm-Salm）によって本作品を含む侯爵のコレクションの多くがスノンヌからドイツのアンホルト城（Wasserburg Anholt）に移されたが、それ以外の絵画はフランス革命中に没収されている。1921年から1924年にかけてデン・ハーグのマウリッツハイス美術館に貸与されていた。

## 影響
レンブラントが本作品で行ったアクタイオンとカリストの主題の組み合わせを模倣した例は知られていない。複製についてはほとんど例外的な作品がいくつか知られている。そのうちの1つは1677年にブリュッセルで出版されたピエール・デュ・リエによるオウィディウスのフランス語版『変身物語』の挿絵である。1732年にはアムステルダムで出版されたアントニウス・バーニヤ（Antonius Banier）によるフランス語版とオランダ語版のために、1677年の挿絵に基づいて複製が制作された。ただしこれらの複製はアクタイオンの部分のみである。

## ギャラリー

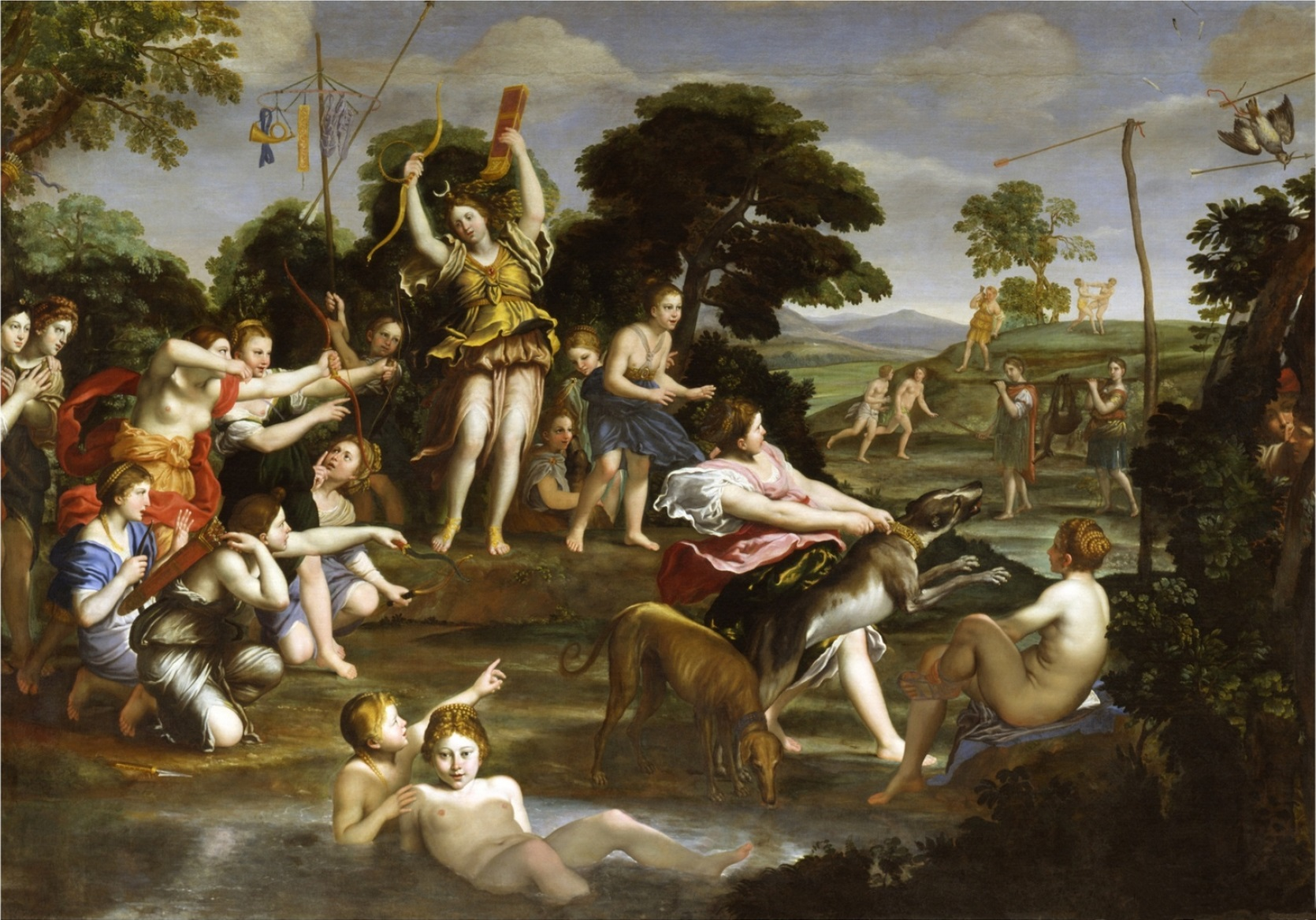
ドメニキーノ『狩りをするディアナ』1617年 ボルゲーゼ美術館所蔵
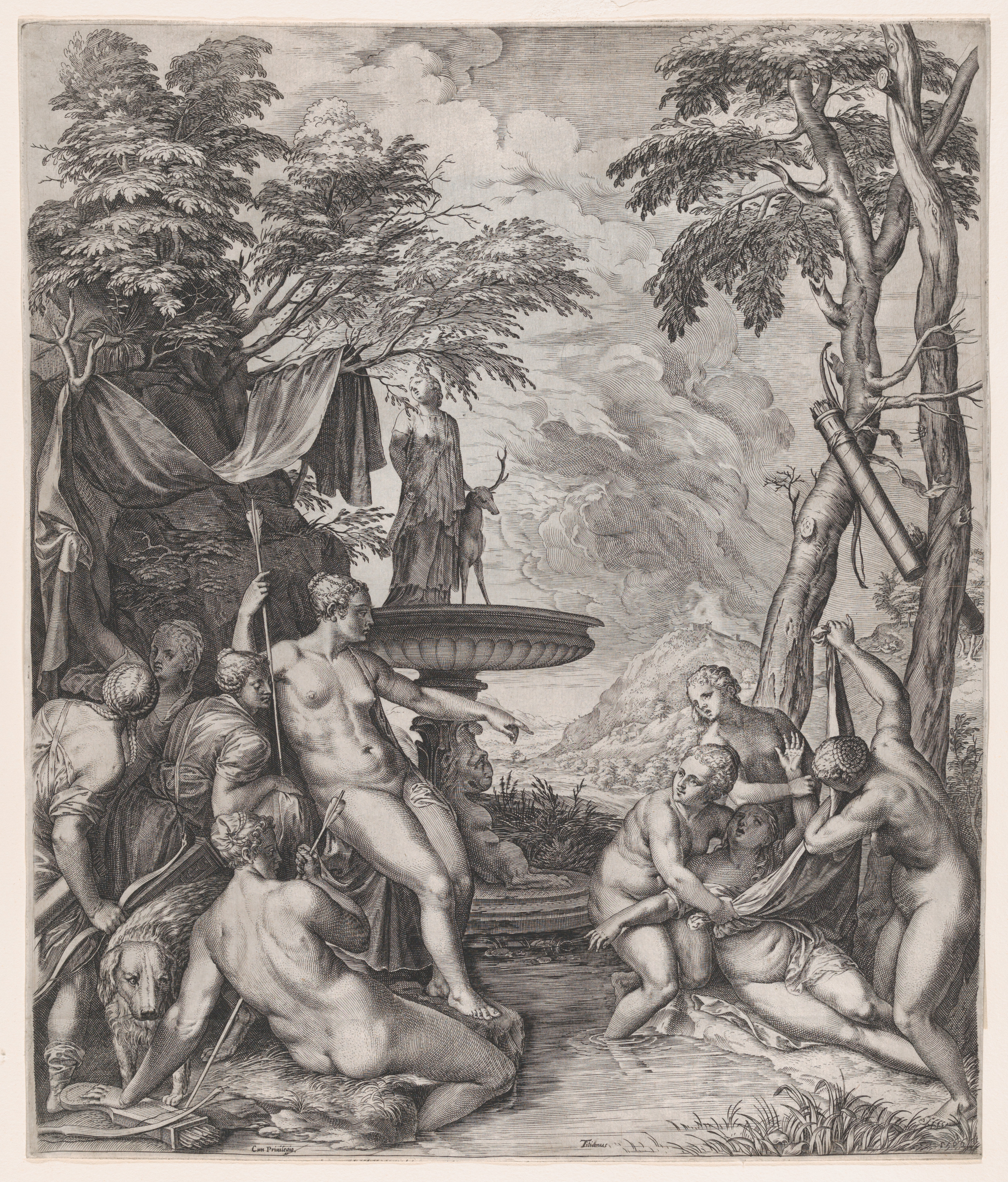
コルネリス・コルトによるティツィアーノの『ディアナとカリスト』の複製 1566年
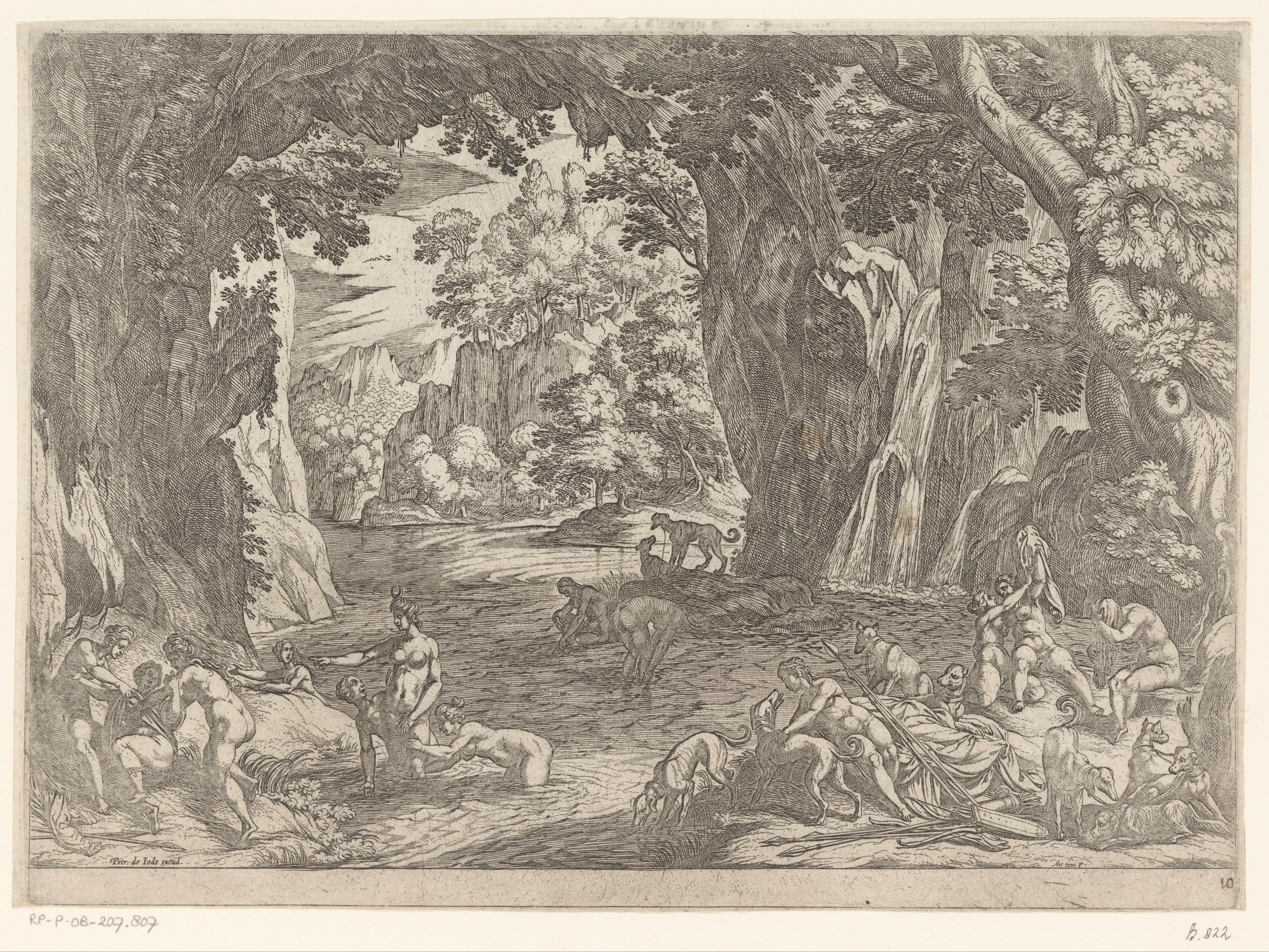
アントニオ・テンペスタ『カリストの妊娠を発見したディアナ』
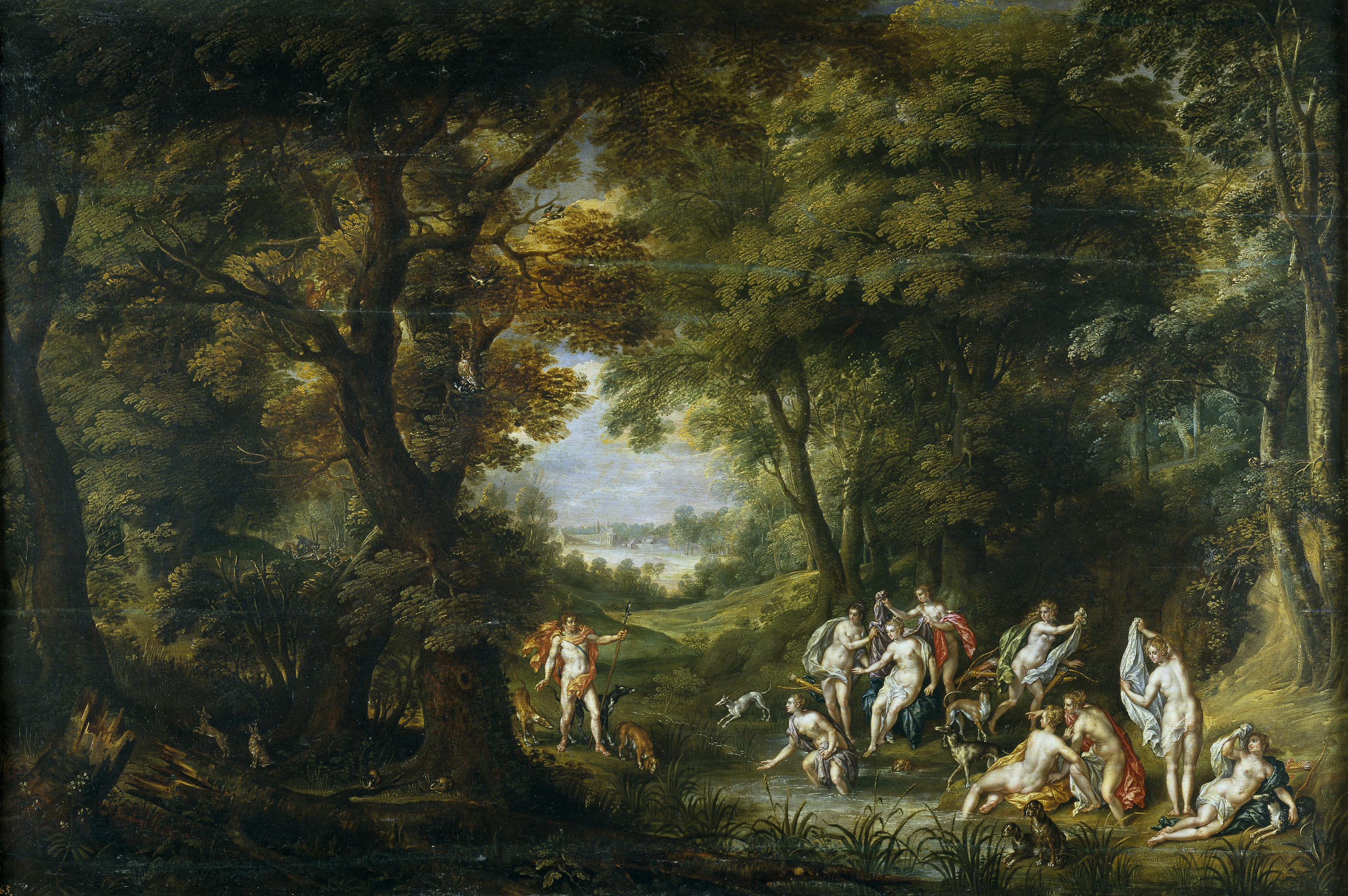
ヘンドリック・デ・クラーク（英語版）『ディアナとアクタイオンのいる風景』1608年ごろ プラド美術館所蔵
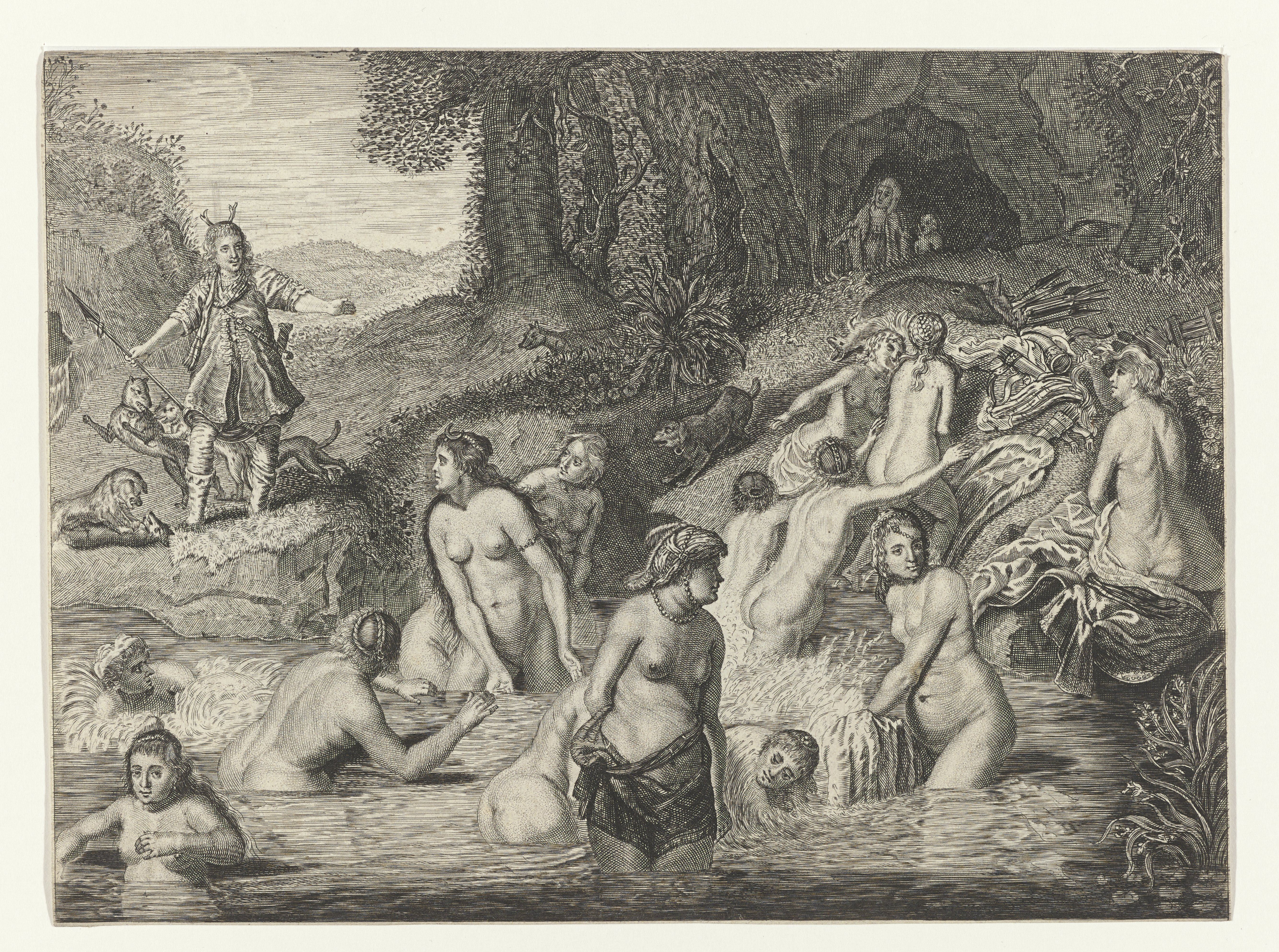
1677年のフランス語版『変身物語』の挿絵
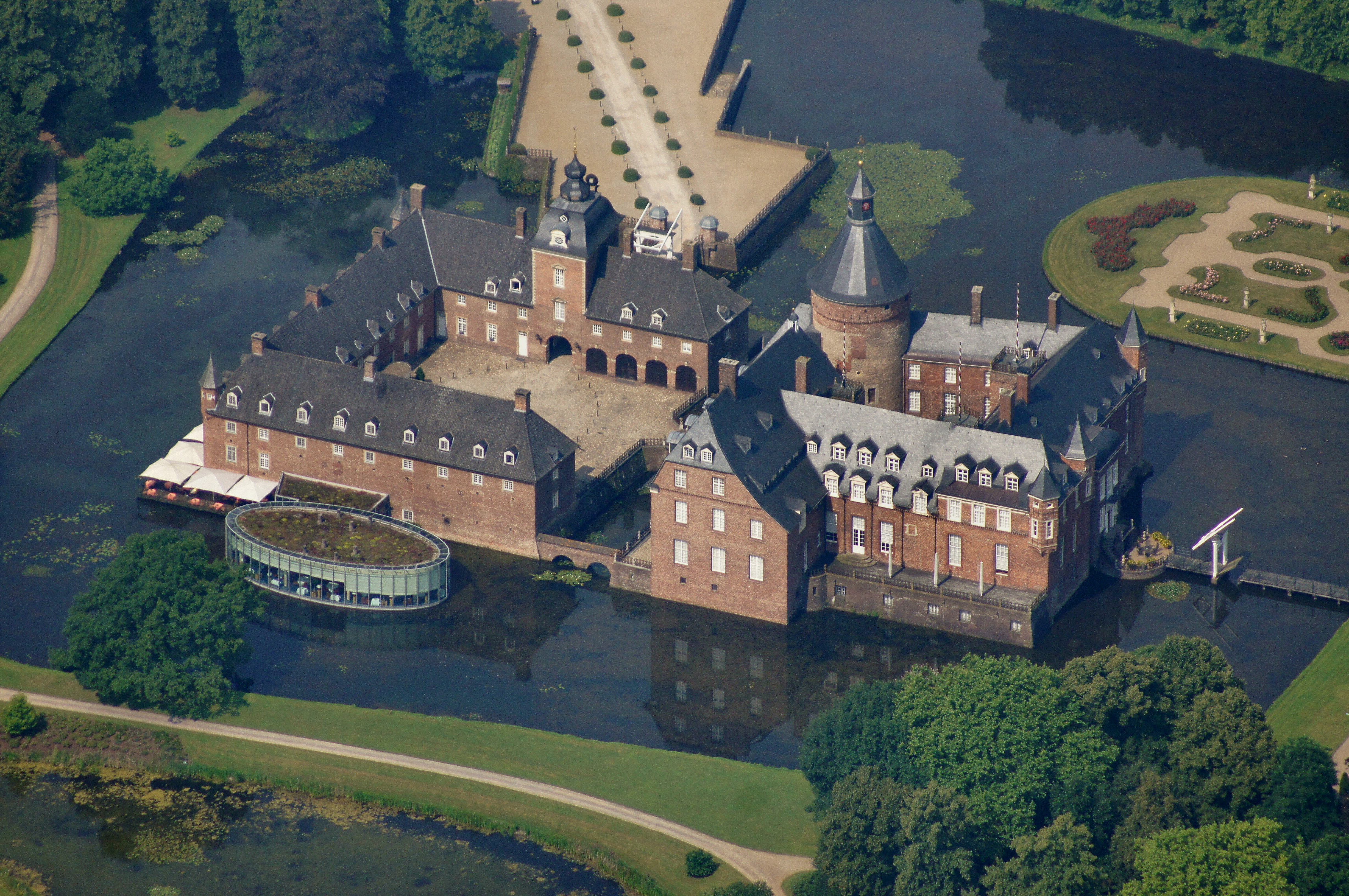
アンホルト城（ドイツ語版） 2014年撮影